# Maurice Sambron
Maurice Sambron, né le 22 juillet 1898 à Pontchâteau où il est mort le 13 décembre 1973, est un industriel et homme politique français.

## Biographie
Maurice Sambron est le fils de Joseph Marie Sambron, petit industriel, et de Josèphe Marie Buan. Après sa scolarité au collège Saint-Gabriel de Saint-Laurent-sur-Sèvre, il sort diplômé ingénieur de l'Institut catholique d'arts et métiers de Lille.
En 1917, il intègre l'École d'application de l'artillerie de Fontainebleau. Sous-lieutenant, il prend part aux combats de la Première Guerre mondiale.
Après l'armistice, il reprend la petite exploitation familiale spécialisée dans la fabrication de cidreries ambulantes, qu'il transforme en une entreprise de matériels de travaux publics employant cinq cents employés.
En 1926, il épouse Marie Thérèse Ridel, fille de Félix Joseph Marie Ridel, notaire à Hennebont, et d'Agnès Marie Agathe Lamy.
Officier de réserve, il fait la demande d'être mobilisé au déclenchement de la Seconde Guerre mondiale, mais celle-ci est refusée.
Maire de Pontchâteau, en 1945, après la Libération, il est désigné président de l'association des maires de la région ouest de la Loire-Atlantique en 1951 et est élu conseiller général du canton de Pontchâteau. Il devient vice-président du conseil général de la Loire-Atlantique en 1964, dont il préside par ailleurs la commission des finances à partir de 1970.
Conseiller du commerce extérieur de la France de 1964 à 1970, il devient vice-président de la Chambre de commerce et d'industrie de Saint-Nazaire en 1963 et président du comité d'expansion économique de la Loire-Atlantique en 1965.
Soutenu par le Centre national des indépendants et paysans, défendant les « libertés individuelles, familiales, professionnelles et d'enseignement », il est élu sénateur le 26 septembre 1965. À la Chambre haute, il siège avec les Républicains indépendants.

## Détail des fonctions et des mandats
Mandat parlementaire
- 26 septembre 1965 - 13 décembre 1973 : Sénateur de la Loire-Atlantique